# Antioquia de l'Orontes
|  | No s'ha de confondre amb altres ciutats de nom Antioquia. |

Antioquia (grec antic: Ἀντιόχεια; llatí: Antiocheia) fou la capital de l'Imperi Selèucida i més tard capital regional de l'Imperi Romà i l'Imperi Romà d'Orient. Durant les croades, Antioquia va ser la capital del Principat d'Antioquia, un dels quatre estats croats fundats al Llevant. Les ruines de la ciutat es troben al riu Orontes, prop d'Antakya, la ciutat moderna a la província de Hatay de Turquia (Türkiye), a la qual l'antiga ciutat presta el seu nom. En concret, estava a l'angle entre la costa sud de l'Àsia Menor i la costa de Síria, a la riba de l'Orontes. Actualment es diu Antioquia i és capital de la província turca de Hatay.
Antioquia va ser fundada a finals del segle iv aC per Seleuc I Nicàtor, un dels generals d'Alexandre el Gran, com una de les quatre ciutats de Seleuc de Síria. La ubicació de la ciutat oferia beneficis geogràfics, militars i econòmics als seus ocupants; Antioquia estava molt implicada en el comerç d'espècies i es trobava a l'abast de la Ruta de la Seda i la Ruta reial persa. Durant l'últim període hel·lenístic i l'Imperi Romà Mitjà, la població d'Antioquia va assolir un pic d'entre 250.000 i 500.000 habitants esdevenint la tercera ciutat més gran de l'Imperi després de Roma i Alexandria i una de les ciutats més importants del Mediterrani oriental. La ciutat va ser la capital de l'Imperi Selèucida des de 240 aC fins al 63 aC, quan els romans van prendre el control, fent-la capital de la província de Síria i més tard de Síria Cele. Des de principis del segle IV, Antioquia va ser seu del Comte d'Orient, cap de la diòcesi d'Orient. Els romans van proporcionar a la ciutat murs que cobrien gairebé 450 hectàrees (1.100 acres), de les quals una quarta part era de muntanya, deixant 300 hectàrees (750 acres), aproximadament una cinquena part de la zona de Roma dins de la muralla Aureliana.
També va ser el centre principal del judaisme hel·lenístic al final del període del Segon Temple. Antioquia va formar part de la pentarquia i va ser anomenada "el bressol del cristianisme" com a resultat de la seva longevitat i el paper fonamental que va exercir en el sorgiment del cristianisme. El Nou Testament cristià afirma que el nom "cristià" va sorgir per primera vegada a Antioquia. La ciutat va decaure fins a assolir una relativa insignificància durant l'Edat mitjana a causa de la guerra, els repetits terratrèmols i un canvi en les rutes comercials. La ciutat continua prestant el seu nom al Patriarcat grec ortodox d'Antioquia, una de les esglésies més importants del Llevant i del Mediterrani oriental.

## Geografia
Dues rutes des de la mar Mediterrània, a través del riu Orontes i el pas de les Portes Síries, convergeixen en la plana del llac Antioch, ara anomenat llac Amik. S'hi pot arribar per la carretera des de la Porta d'Amania (Baghche Pass) i el regne occidental del Commagena, que descendeix per la vall del Karasu fins al riu Afrin. També per les carreteres de l'est de Commagena i els encreuaments d'Eufratean a Samsat i Apamea de l'Eufrates (Birejik), que descendeixen les valls de l'Afrin i del Queiq. Finalment, pel camí des de l'Eufrates a Tàpsac, que s'estén per la franja de l'estepa sirià, en l'úna única ruta surt cap al sud a la vall d'Orontes.

## Història

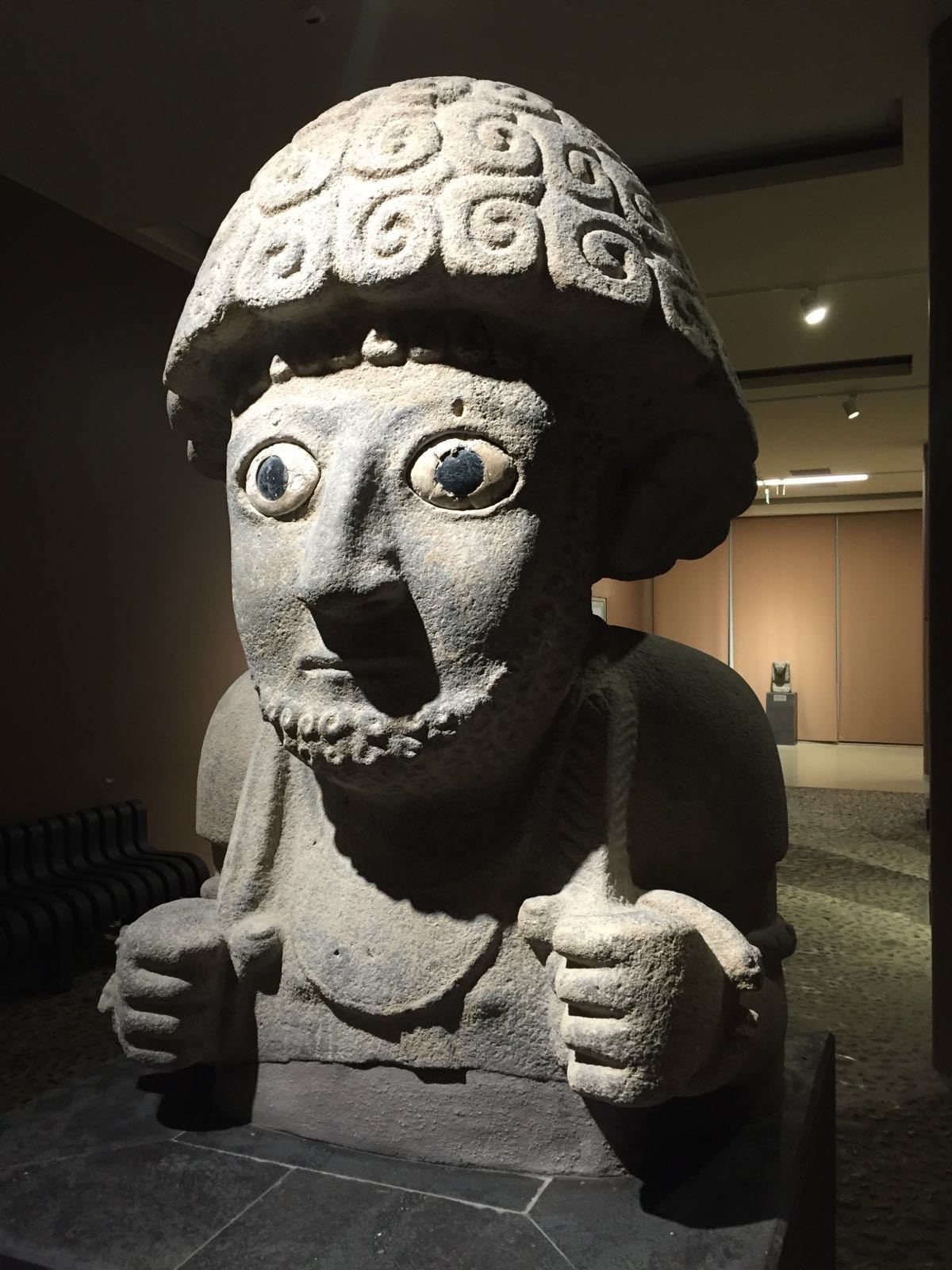
Rei Šuppiluliuma (de) de Pattin, ca. 860 BCE en el Museu d'Arqueologia d'Hatay

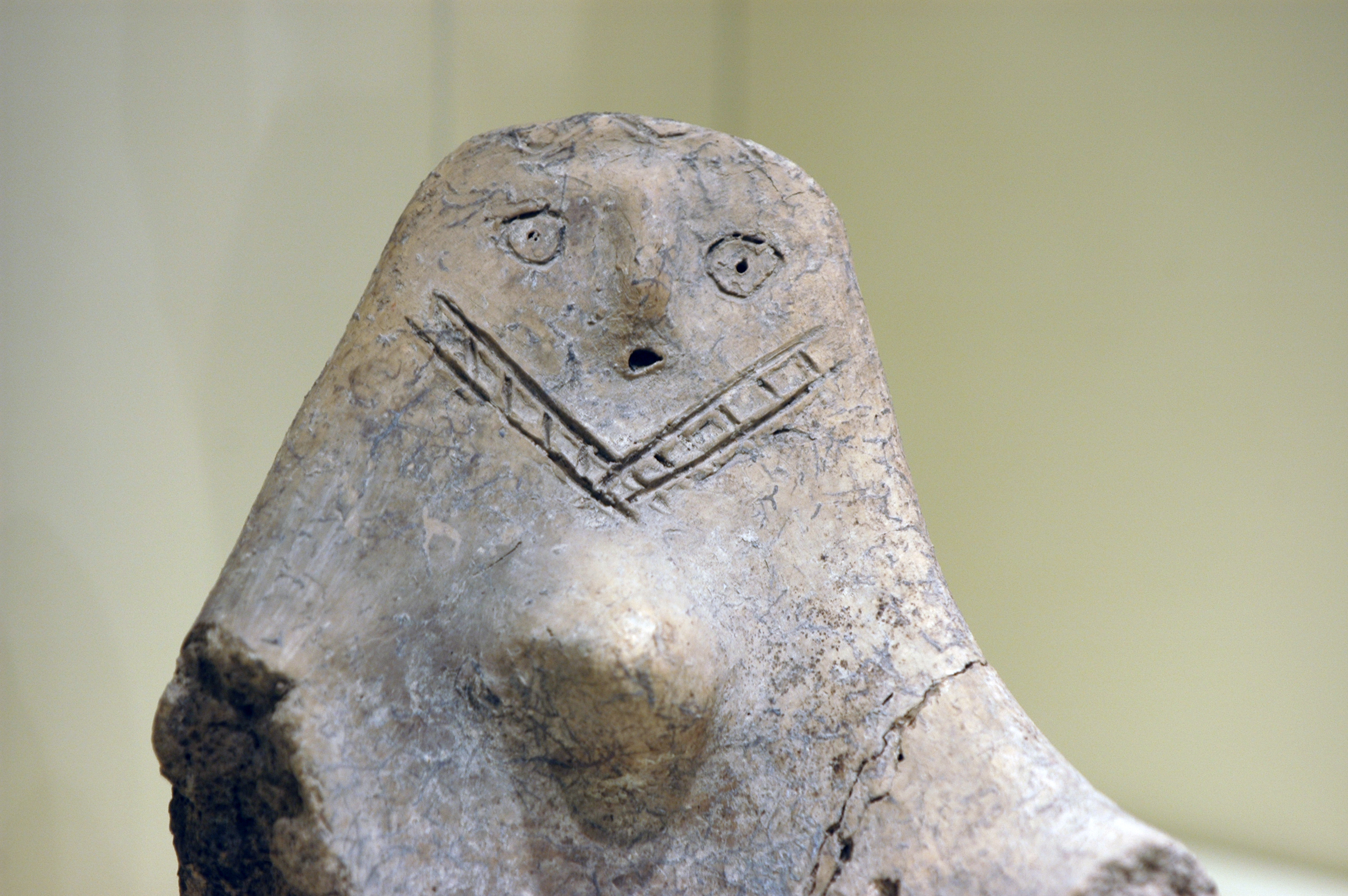
Un artefacte de l'Edat de Bronze mitjana i tardana, 2000–1200 a. C. en el Museu d'Arqueologia d'Hatay

### Prehistòria
L'indret anomenat Meroe va ser la cuna del principi d'Antioquia. Hi ha un santuari de la deessa semita Anat, anomenat per Heròdot l'"Artemis persa". Aquest indret estava als suburbis orientals d'Antioquia. Hi havia un poble al final de la muntanya Silp anomenat Io, o Iopolis. Aquest nom sempre va ser recordat pels Antioquins (per exemple en parla Libani), que estaven ansiosos per recordar aquest territori, un afany il·lustrat per les monedes de la ciutat. Io podia haver estat una petita colònia primerenca dels grecs centrada en el comerç (Javan). Joan Malales també esmenta un llogaret arcaic, Bottia, en la plana del riu.

### Període hel·lenístic
Per distingir-la d'altres ciutats amb el mateix nom, era anomenada Antioquia de l'Orontes o de Dafne (en referència a la cova de Dafne). Fou fundada per Seleuc I Nicàtor a la primavera del 300 aC, i s'hi van traslladar gran part dels habitants d'Antigonea, que romania inacabada i era situada molt a prop (a 9 km més amunt del riu). L'arquitecte en fou Xenari, i els supervisors Ateu, Perites i Anaxícrates. S'hi van reunir diverses viles petites (Lòpolis, Jope, Mèroe i Bòtia). Es va donar privilegis als grecs i als jueus per establir-se a la ciutat. La ciutat va tenir un govern municipal democràtic, incloent-hi un senat. Segons la tradició explicada per Joan Malales, la fundació en va anar precedida d'un sacrifici humà: una noia anomenada Amatea, que després fou considerada una dea (la Destinada) i el seu santuari fou un dels més venerats; l'escultor Eutíquides de Sició li va fer una estàtua per encàrrec del rei. Seleuc va fundar altres santuaris, com el de Zeus Boteu i el del Llorer consagrat a Apol·lo, i el temple d'Atena. Va esdevenir la capital dels selèucides per la seva magnífica situació a la plana fèrtil d'Amuk, amb les muntanyes del Sílpion on es podien erigir fortaleses defensives. A mesura que va créixer, fou anomenada Tetràpolis ('ciutat quàdruple'), segons que afirma Estrabó. En una illa del riu, Antíoc III el Gran va construir un palau. Al sud de la ciutat, hi havia el barri d'Epifanea, fundat per Antíoc IV Epífanes. Poblada de grecs, siríacs i jueus, tingué un gran dinamisme comercial i industrial, encara que menys artístic i cultural en comparació amb Pèrgam i Alexandria.
Al final del període hel·lenístic, tenia uns 350.000 habitants. Els carrers rectes i encreuats en angle recte, i les institucions locals (la boule i els arconts) la feien quasi per si mateixa un estat. El 83 aC, la ciutat va acceptar la sobirania de Tigranes II d'Armènia.

### Període romà

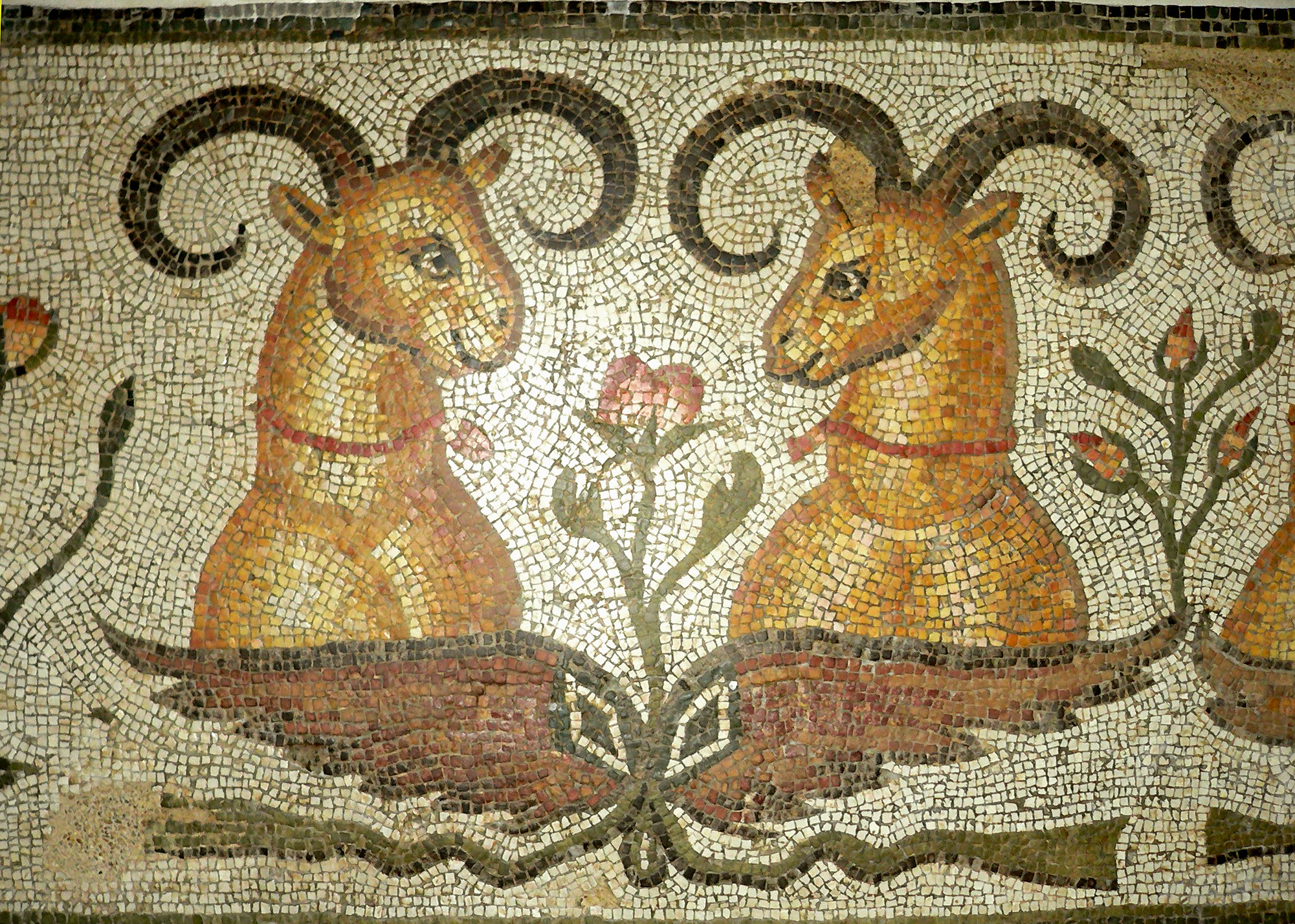
Mosaics al Museu del Louvre

El 64 aC, va passar a Roma, però va obtenir el privilegi de ser autònoma, privilegi confirmat per Juli Cèsar el 47 aC i que va conservar quan Antoní Pius la va fer colònia. Fou la capital de la província romana de Síria i fou anomenada la Corona d'Orient. Sota Tiberi, es va estendre cap al nord i es va crear una avinguda amb 3.200 columnes que separava Epifània de la resta de la ciutat, que n'esdevingué el centre local, tipus d'urbanisme que fou imitat per altres ciutats. Va arribar, llavors, a mig milió d'habitants, només superada per Roma i Alexandria.
El terratrèmol del 37 li va causar greus danys, però foren reparats per Calígula. Tit hi va construir un teatre. Domicià, unes termes i un temple d'Esculapi; Trajà, un pont, un circ i més termes. Un altre terratrèmol el 115 va causar danys quan a la ciutat es trobava l'emperador Trajà, i per ordre d'aquest i després d'Hadrià, es va restaurar encara millor. Hadrià hi va fer construir dos temples a Àrtemis i al Trajà divinitzat. Entre 162 i 166, hi va residir l'emperador Luci Ver durant la seva guerra contra els parts. El seu germà Marc Aureli, tot i que la ciutat havia donat suport a Avidi Cassi, no hi va prendre represàlies i va fer restaurar termes i va construir el Nimfeu, una font monumental; la va visitar el 176; el seu gendre Claudi Pompeià era de la ciutat. Còmmode hi va fer construir més termes tan grans com les que després va construir Caracal·la; també va construir temples a Zeus i Atenea i l'estadi cobert de Xystos.
El 193-194, va prendre partit per Pescenni Níger en contra de Septimi Sever. Quan aquest va triomfar, la ciutat fou castigada, i rebaixada al rang de poble dins el territori de Laodicea, però fou un càstig efímer i aviat va recuperar el seu rang anterior de metròpoli i la capitalitat de Síria. Amb les lluites contra parts i després sassànides, fou freqüent residència dels emperadors. Caracal·la, Macrí, Elagàbal, Alexandre Sever, Gordià III, Filip l'Àrab, Valerià I, Aurelià, Car, Dioclecià, Galeri i Maximí Daia hi van residir més o menys temps. El 218, fou escenari de la batalla entre les tropes de Macrí i Elagàbal, que va convertir aquest en emperador. El 252, Síria fou envaïda pels sassànides de Sapor I i el poder local va quedar en mans de Mariàdes, un noble local favorable a Pèrsia. Una gran part de la població fou deportada a Pèrsia (a Susiana) i part de la ciutat fou destruïda (258). Valerià I la va reconstruir, però els perses hi van tornar el 260. Del 266 al 272, fou dominada per Zenòbia de Palmira.
Al segle iv, tornava a ser una ciutat important i residència imperial del cèsar Gal vers 350, que va introduir a la ciutat una política policial contra els opositors. Julià l'Apòstata (360-363) era criticat obertament a la ciutat. El 387, un nou impost va desencadenar l'anomenada "revolta de les estàtues", en la qual el poble va enderrocar les estàtues dels emperadors i la família imperial. El 388, se li va retirar en càstig el títol de metròpoli.

### Cristianisme
El cristianisme hi va penetrar aviat i va ser un focus molt important de consolidació de la nova religió. Sembla fins i tot que el nom cristians es va originar allí: segons els Fets dels Apòstols, 11:26, els deixebles de Jesús hi van rebre per primer cop aquest nom. Fou visitada diverses vegades per sant Pau i els caps d'aquesta religió a la ciutat foren patriarques com a Constantinoble i Alexandria. Segons la tradició, sant Pere havia estat bisbe de la ciutat, nomenat després de ressuscitar el fill del senyor local, mort 14 anys abans. Sant Ignasi en fou bisbe el 69. Es van fer deu concilis a la ciutat entre el 252 i el 380. Vers el 270, es va produir una divisió entre els partidaris del bisbe Pau de Samòsata i els que se li oposaven; aquestos van demanar l'arbitratge o més aviat el favor de l'emperador Aurelià. Al segle iv, l'Església d'Antioquia era considerada la més important després de la de Roma i Alexandria. Fou de les primeres a construir una catedral (entre 327 i 341), amb cúpula i mosaics. Més tard, la seva importància va disminuir amb l'ascens de Constantinoble i l'erecció de Jerusalem com a patriarcat, i per l'activitat de l'heretgia arriana (concili d'Antioquia, del 324) i després nestoriana i monofisita. Als segles iv i v, un gran nombre de personatges van participar en les controvèrsies teològiques, entre els quals Diodor de Tars, Teodor de Mopsuèstia, Teodoret i sant Joan Crisòstom, partidaris de la interpretació literal contra l'escola alexandrina, que consideraven una interpretació al·legòrica.

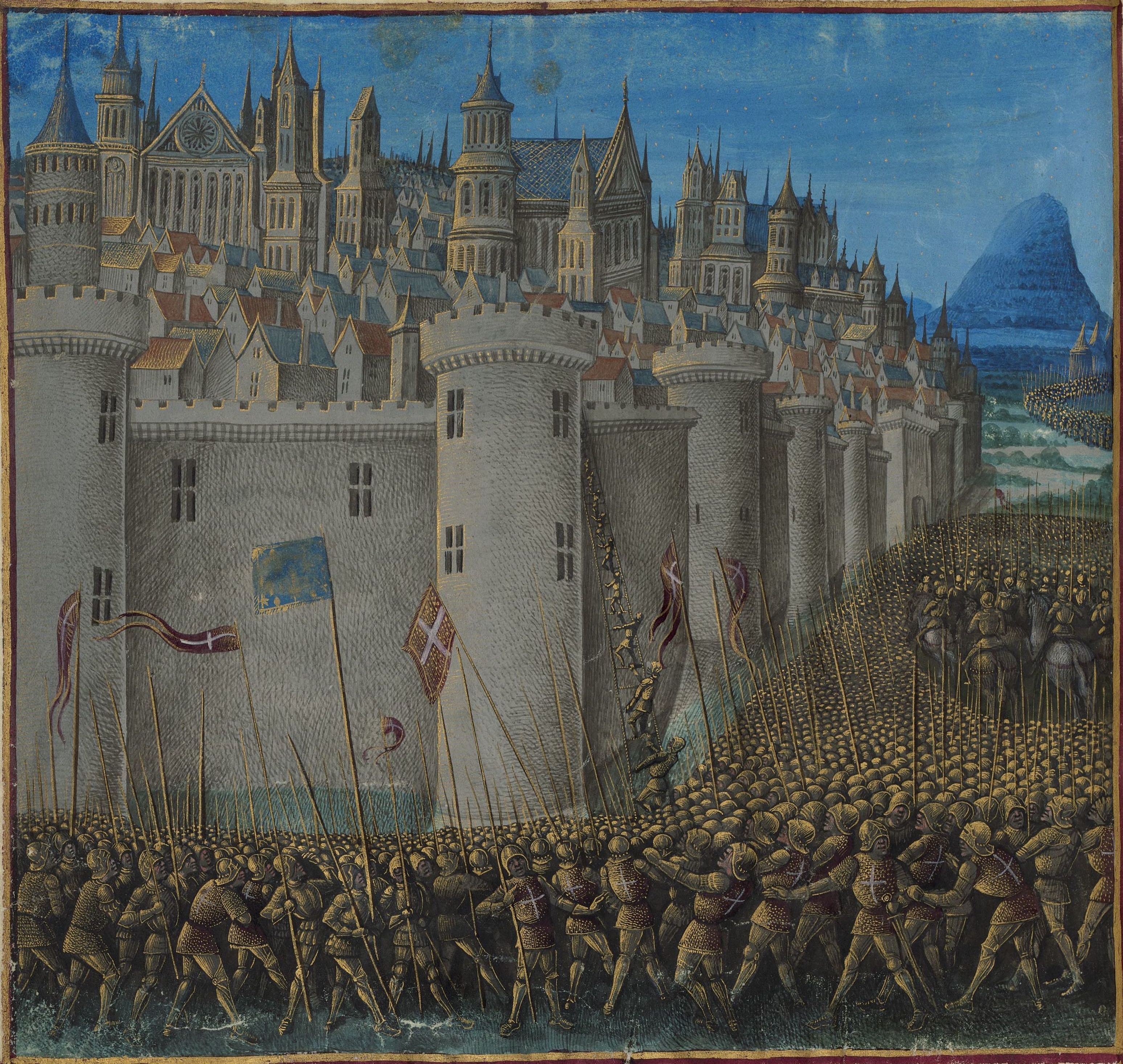
Conquesta pels croats

Durant el regnat de Lleó I (457-474) va patir un terratrèmol, i també hi va haver disturbis a l'hipòdrom, massacres de jueus i guerres faccionals. El 526, un terratrèmol va fer un quart de milió de víctimes; la ciutat fou restaurada per Efrem, comites d'Orient i més tard patriarca. Durant el regnat de Justinià, fou engrandida i restaurada, però vers el 535 fou destruïda altre cop per un terratrèmol i el 538 fou ocupada pels perses, que van completar la destrucció; la població fou deportada en bona part cap a Ecbàtana. Quan van sortir els perses, estava tan malmesa que es va fundar una nova ciutat (Theupolis, 'Ciutat de Déu') per ordre de Justinià I, que fou més petita que l'anterior, i a la qual es va acabar imposant el nom d'Antioquia. A començament del segle vii, fou saquejada pels sassànides (602 i 611) fins que foren expulsats per Heracli.

### Àrabs i romans
El 637/638, fou ocupada pels àrabs sota el califa Omar. Fou seu de l'organització militar de fronteres anomenada Awasim i centre del territori dels Awasim; el 878, va passar als tulúnides d'Egipte, en mans dels quals va restar fins al 898. Va retornar al califat fins que fou ocupada per l'hamdànida Sayf al-Dawla d'Alep, el 944, i fou conquerida pels romans d'Orient dirigits pel general Miquel Burtzes el 29 d'octubre del 969, que la van convertir en centre administratiu i militar per als territoris orientals de l'imperi. Va ser governada per ducs romans d'Orient fins que fou ocupada el 1084 per Sulayman ben Kutlumish, pels seljúcides. La possessió li fou disputada per Muslim ibn Kurays, senyor ukaylida de Mossul i Alep, que finalment fou derrotat per Sulayman en la batalla d'Antioquia, en la qual Muslim va morir el juny del 1085; però, al seu torn, fou derrotat pel seu parent Tútuix I, el 1086. Va intervenir, llavors, el soldà seljúcida Màlik-Xah I, que va concedir Antioquia en feu al turc Yaghi-Siyan, que la va conservar fins al 1098.

### Croades
El 1097, durant la Primera Croada, la ciutat fou assetjada pels croats i conquerida el 3 de juny del 1098. El setge al qual seguidament la va sotmetre l'emir-governador de Mossul, Karbugha, fou rebutjat. Es va establir, llavors, el principat d'Antioquia, que va durar fins a la conquesta de la ciutat pel mameluc Bàybars el 18 de maig del 1268. Després, va perdre importància i va esdevenir una petita ciutat de Síria.

## Personatges cèlebres
- Beril d'Antioquia, primer bisbe de Catania a Sicília.
- Maró d'Antioquia.
- Ignasi d'Antioquia.
- Flavià I d'Antioquia.
- Teòfil d'Antioquia.
- Doroteu d'Antioquia
- Efrem d'Antioquia.
- Llucià d'Antioquia.
- Romà d'Antioquia.
- Joan Crisòstom.
- Esteve d'Antioquia.
- Cir d'Antioquia.
- Pelàgia d'Antioquia.
- Margarida d'Antioquia.
- Afmoni.
- Ammià Marcel·lí, historiador.
- Joan Malales, historiador.
- Joan V, papa.
- Evarist I, papa.
- Maria d'Antioquia.
- Jordi d'Antioquia.